# Закари, Брайан
Бра́йан За́кари (англ. Bryan Zachary; род. Виннипег) — английский и канадский кёрлингист.
В составе смешанной сборной Англии участник чемпионата Европы 2012 (заняли двадцать первое место). Чемпион Англии среди смешанных команд. В составе смешанной парной сборной Англии участник чемпионата мира 2014 (заняли тридцать третье место). Чемпион Англии среди смешанных пар.
Родился и вырос в Канаде, там же начал заниматься кёрлингом, после 2010 переехал в Англию.

## Достижения
- Чемпионат Англии по кёрлингу среди смешанных команд: золото (2012).
- Чемпионат Англии по кёрлингу среди смешанных пар: золото (2014).

## Команды
| Сезон                                               | Четвёртый     | Третий         | Второй          | Первый         | Запасной                              | Турниры                          |
| --------------------------------------------------- | ------------- | -------------- | --------------- | -------------- | ------------------------------------- | -------------------------------- |
| 1998—99                                             | Брайан Закари | Stuart Gresham | Garland Bouvier | Dave Stastook  |                                       |                                  |
| 2003—04                                             | Брайан Закари | Gary Gumprich  | Chris Chimuk    | Dave Stastook  |                                       |                                  |
| 2010—11                                             | Брайан Закари | Chris Chimuk   | Kevin Viebe     | Dave Stastook  |                                       |                                  |
| Кёрлинг среди смешанных команд (mixed curling)      |               |                |                 |                |                                       |                                  |
| 2011—12                                             | Брайан Закари | Lauren Pearce  | Kerr Alexander  | Naomi Robinson | Ангарад Уорд                          | ЧАСК 2012                        |
| 2012—13                                             | Брайан Закари | Ангарад Уорд   | Kerr Alexander  | Naomi Robinson | Kenneth Maxwell тренер: Lauren Pearce | ЧЕСК 2012 (21 место)             |
| Кёрлинг среди смешанных пар (mixed doubles curling) |               |                |                 |                |                                       |                                  |
| 2013—14                                             | Брайан Закари | Ангарад Уорд   |                 |                | тренер: Rosaleen Boardman             | ЧАСП 2014 · ЧМСП 2014 (33 место) |

(скипы выделены полужирным шрифтом)